# Basiliche in Colombia
Elenco delle basiliche presenti in Colombia, in ordine alfabetico delle località:
- Bogotà:
  - Catedral Primada Basílica de la Inmaculada Concepción (Decreto del 25.05.1907)
  - Basílica del Señor de Monserrate (Decreto del 25.05.1956)
  - Basílica del Sagrado Corazón de Jesús (Voto Nacional) (Decreto del 14.02.1964)
- Cáqueza:
  - Basílica Inmaculada Concepción (Decreto del 26.04.2016)
- Cartagena de Indias:
  - Basílica Iglesia Antigua de Santa María Catedral (Decreto del 20.10.1953)
- Chinchiná:
  - Basílica de Nuestra Señora de las Mercedes (Decreto del 24.09.2009)
- Chiquinquirá:
  - Basílica de Nuestra Señora del Rosario de Chiquinquirá (Decreto del 13.07.1927)
- Frontino (Colombia):
  - Basílica Nuestra Señora del Carmen (Decreto del 31.05.2010)
- Guadalajara de Buga:
  - Basílica del Señor de los Milagros (Decreto del 23.06.1937)
- Girón:
  - Basílica Menor San Juan Bautista (Decreto del 30.06.1998)
- Ipiales:
  - Santuario di Las Lajas (Decreto del 30.08.1954)
- Jardín:
  - Basílica de la Inmaculada Concepción (Decreto del 03.06.2003)
- La Ceja:
  - Basílica de Nuestra Señora del Carmen (Decreto del 23.01.2003)
- La Estrella (Colombia):
  - Basílica de Nuestra Señora del Rosario de Chiquinquirá (Decreto del 16.04.1986)
- Manizales:
  - Catedral Basílica Metropolitana de Nuestra Señora del Rosario (Decreto del 26.11.1951)
  - Basílica Inmaculada Concepción (Decreto del 20.01.2015)
- Medellín:
  - Basilica cattedrale metropolitana dell'Immacolata Concezione (Decreto del 09.04.1948)
  - Basílica de Nuestra Señora de la Candelaria (Decreto del 13.07.1970)
- Monguí:
  - Basílica de Nuestra Señora de Monguí (Decreto del 04.06.1966)
- Moniquirá:
  - Basílica de Nuestra Señora del Rosario (Decreto dell'11.09.2010)
- Popayán:
  - Catedral Basílica de Nuestra Señora de la Asunción (Decreto del 25.04.1953)
- Salamina (Caldas):
  - Basílica de la Inmaculada Concepción (Decreto dell'11.03.2012)
- San Benito Abad:
  - Basílica del Señor de los Milagros (Decreto del 16.09.1963)
- San Gil:
  - Basílica Concatedral de La Santa Cruz (Decreto del 16.03.2015)
- San Pedro de los Milagros:
  - Basílica del Señor de los Milagros (Decreto del 17.03.1981)
- Santa Cruz de Mompox:
  - Basílica del Santísimo Cristo Milagroso (Decreto dell'11.03.2012)
- Santa Fe de Antioquia:
  - Catedral Basílica Metropolitana de la Inmaculada Concepción (Decreto del 05.03.1941)
- Santa Marta:
  - Catedral Basílica de Santa Marta (Decreto del 22.12.1930)
- Santa Rosa de Cabal:
  - Basílica Nuestra Señora de las Victorias (Decreto del 02.06.2004)
- Santa Rosa de Osos:
  - Basílica de Nuestra Señora de las Misericordias(Decreto del 28.07.1972)
- Sevilla (Colombia):
  - Basílica de San Luis Gonzaga (Decreto del 18.07.2015)
- Tunja:
  - Catedral Basílica de Santiago Apóstol (Decreto del 04.09.1980)
- Ubaté:
  - Basílica de Santo Cristo de Ubaté (Decreto del 03.01.1992)
- Yarumal:
  - Basílica Nuestra Señora de las Mercedes (Decreto del 12.08.1999)